# Szárnyas fejvadász
A Szárnyas fejvadász (eredeti cím: Blade Runner) 1982-ben bemutatott amerikai–hongkongi film, a cyberpunk egyik előfutára. Az 1980-as évek legjelentősebb filmművészeti alkotásai között tartják számon, hatása a populáris kultúrára és a mozgóképre óriási volt, utalásai és szimbólumai a mai napig felbukkannak más művekben.
Rendezője Ridley Scott, a történet alapjául Philip K. Dick Álmodnak-e az androidok elektronikus bárányokkal? című regénye szolgált. Műfaját tekintve neo-noir film, disztópikus film, sci-fi film, filmdráma és thriller film.
Amerikában a bemutató évében június 25-én mutatták be a mozikban. Magyarországon az 1. szinkronnal 1988. június 23-án mutatták be a mozikban, a 2. szinkronnal 1993-ban adták ki VHS-en, a 3. szinkronnal 1995-ben a TV3 tévéadón vetítették le a televízióban, a 4. szinkronnal 2010. október 17-én adták ki DVD-n.
A Szárnyas fejvadász elnevezés valójában egy magyar szóalkotás, a Blade Runner kifejezéssel való kapcsolata ismeretlen. Egyesek szerint egy allegóriára utal: ebben a replikánsokat megalkotó Tyrell vállalat jelenti a teremtő Istent, a fejvadász pedig az Úr angyalát, aki teljesíti a Mindenható akaratát és beteljesíti a fellázadó teremtmények sorsát. [forrás?]
Mivel a film eredetileg elkészült változata a próbavetítések során igen nehezen értelmezhető és reménytelen hangulatot sugárzó volt, ezért átvágták, új befejezést kapott és ellátták egy Deckard által visszaemlékezésként elhangzó, a cselekményt némileg könnyebben érthetővé tévő narrációval.

## Rövid történet
Egy fejvadásznak négy humanoid robotot (replikánst) kell likvidálnia, akik több embert megöltek, elloptak egy űrhajót, és visszatértek a Földre, hogy megtalálják teremtőjüket.

## Cselekmény

Egy utca 2019-ben, a filmben

Már a film legelején olvasható bevezető feliratból kiderül, hogy a történet 2019 novemberében játszódik. Ebben a fiktív jövőben rabszolgaként tartott replikánsokat – különféle feladatokra génmanipulációval előállított, külsőre az emberektől megkülönböztethetetlen, erős és intelligens, de csak néhány éves élettartamú androidokat – használnak nehéz vagy megalázó munkák elvégzésére a földönkívüli kolóniákon, akiknek a legszigorúbban tiltott a Földre visszatérniük. A replikánsok azonban néha fellázadnak rabtartóik ellen, az ilyen Földre szökött androidok elfogására és megsemmisítésére hozták létre a Blade Runner speciális rendőri egységet. A film egy csoport szökött replikáns és Rick Deckard (Harrison Ford), egy visszavonult Los Angeles-i „blade runner” küzdelmét mutatja be.
Los Angeles 2019-ben. A város utcaszintjén a hatalmas szmog miatt állandó az éjszakai sötétség, szinte folyamatosan esik az eső. A bevezető szöveget követően a város által körbenőtt ipartelepek fel-fellobbanó tüzeit látjuk, a tüzek között elsuhanó repülő autókkal. A háttérben a Tyrell vállalat félpiramisa látható, mely egy felhők fölé emelkedő hegycsúcshoz hasonlóan nyúlik a szmogréteg fölé. Holden, a fejvadász szökött replikánsok után nyomoz, ezért egy empátia-tesztnek, a Voight-Kampff tesztnek veti alá egy cég alkalmazottait. Azonban nem elég elővigyázatos: egy takarítóként beépült replikánsra, Leonra már a teszt legelején ráijeszt, aki megelőzve saját lelepleződését az asztal alatt rejtegetett pisztolyával többször belelő Holdenbe.
A következő jelenetben Rick Deckardot látjuk egy futurisztikus utca forgatagában, ahogy egy kínai büfé előtt újságot olvas, majd ételt rendel. A nyugalmat nem élvezheti sokáig: feltűnik egy Mr. Gaff nevű különös úr a rendőrségtől, aki közli vele, hogy le van tartóztatva. Miután Deckardot bekísérik a rendőrkapitányságra, Bryant kapitány, Deckard régi főnöke elújságolja, hogy replikánsokat találtak, ezért haladéktalanul vissza kell térnie az egységhez fejvadászként, ellenkezésnek pedig nincs helye. Az eligazításon megtudja Deckard, hogy a négy, még élő szökött Nexus-6 android – Leon, Zhora, Pris és Roy Batty – valamilyen titokzatos okból visszatértek a földre, és most az őket megalkotó cég vezetőjéhez – a saját teremtőjükhöz – szeretnének közel férkőzni.
Az eligazítást követően Bryant a Tyrell vállalathoz küldi Deckardot, hogy élesben is kipróbálhassa a Voight-Kampff tesztet egy Nexus-6 androidon. Eldon Tyrell egy Rachel nevű nőn végezteti el a próbát, akiről végül kiderül, hogy replikáns, bár háromszor annyi tesztkérdésre van ehhez szükség, mint egy átlagos android esetében. Tyrell négyszemközt elárulja, hogy a lány egy kísérlet, egy olyan Nexus-6, akinek mesterséges emlékei vannak, és a lány nem tud róla, hogy ő maga is replikáns.
Ezután Mr. Gaff a négy szökevény android utolsó ismert rejtekhelyére viszi Deckardot, ahol a fejvadász egy pikkelyt és egy köteg fényképet talál. Közben Roy Batty és Leon rajtaütnek Hannibal Chew genetikai tervezőn. Arról faggatják, hogyan juthatnának el Tyrellhez. Chew végül J.F. Sebastianhoz küldi őket. Deckard hazaérkezik, és a lakása előtt Rachel vár rá. Egy rövid beszélgetést követően a lány számára is világossá válik, hogy ő maga egy replikáns – mikor erre ráeszmél, könnyek között rohan el. Pris ezalatt hajléktalannak adva ki magát J.F. Sebastian közelébe férkőzik. A magányos férfi kapva kap a váratlan lehetőségen, és az otthonába fogadja a csinos lányt.
Deckard az egyik fényképet számítógéppel elemezve egy lefényképezett tükör képét kinagyítva friss fotót nyer Zoráról. Rövid gondolkodás után a mesterséges állatok piacára megy, ahol a talált pikkelyről kiderítik, hogy az szintetikus kígyópikkely, amit Abdul Ben Hassan készített. Ezt a kígyót Taffy Lewisnak adta el, aki egy mulatót üzemeltet valahol a kínai negyedben. Bár Taffy nem túl közlékeny, Deckard hosszasan időzik el a bárjában, és végül meglátja Zorát, aki erotikus táncosként dolgozik, a mesterséges kígyóval egy pornográf műsort ad elő. A lányt az öltözőjében csípi el, aki azonban egy rövid beszélgetést és dulakodást követően elmenekül. A fejvadász utoléri Zorát, majd pisztolyával hátulról lelövi.
Miután a helyszínelő rendőrök elvonulnak, a hazafelé sétáló Deckardra Leon támad rá. Csak azért menekül meg, mert a semmiből előbukkan Rachel, és a fejvadász elhajított pisztolyával hátulról fejbelövi Leont. Deckard a lány adósának érzi magát, ezért hazaviszi magához. Mivel Rachel otthagyta a vállalatot, most már ő is szökött android, rá is vadászni fognak. Kiderül, hogy a lány zongorázni is tud. Deckard vele tölti az éjszakát.
Miközben J.F. Sebastian alszik, Pris beengedi Roy Battyt a fiú lakásába. Megtudjuk, hogy matuzsálem-szindrómája van Sebastiannak, ezért nem mehetett el az űrbe, és ezért kell magányosan tengődnie egy kihalt épületben – egyébként ő dr. Tyrell barátja és állandó sakkpartnere. Roy Batty rámutat, hogy a replikánsoknak is ugyanazok a problémái, mint a fiúnak: a gyorsított öregedés és a rövid élettartam. Ezzel végül rábeszéli Sebastiant, hogy vigye el Tyrellhez.
A lefekvéshez készülődő Tyrell csak azért engedi be őket a rezidenciájába, mert Roy megsúgja a kaputelefonba a Sebastian és Tyrell utolsó közös sakkjátszmájának nyerő lépését. Így Roy Batty végre elbeszélgethet a saját teremtőjével. Tyrell kényszeredetten árulja el, hogy a replikánsok rövid, 4 éves élettartama valójában nem egy kikapcsolható védelmi mechanizmus, hanem a géntechnológiai lehetőségek korlátozzák ilyen rövidre az élethosszt. Ha akarnának, sem tudnának tovább élő, emberfeletti erejű és intelligenciájú replikánsokat létrehozni, „te a lehetőségeink szerint a legjobban készültél”. Nem tud mást mondani Roynak, mint azt, hogy élvezze hátralévő idejét. A kétségbeesett Roy dühében végez Tyrellel és J.F. Sebastiannal is. Deckard, mihelyst értesül a gyilkosságokról, azonnal Sebastian lakásához megy, ahol Pris-szel könnyűszerrel végez, de a visszatérő Roy Batty-val már nem bír el. A replikáns eltöri a férfi két ujját, majd üldözni kezdi. A menekülő Deckard kijut a tetőre, de ahogy átugrana a szomszédos épület tetejére, az ugrása túl rövidre sikerül, és a kimerült fejvadász nem tud az épület peremében rendesen megkapaszkodni. Lassan kicsúszik kezéből a perem.
A már haldokló Roy Batty meglepő döntést hoz: felhúzza Deckardot a peremről, ezzel mentve meg a férfit a biztos haláltól. Roy-nak ezután már csak pár mondatra marad ideje. Egy rövid monológot követően végleg lejár az élettartama, a halott android élettelenül elernyedő kezéből kirepül az a fehér galamb, amit egész addig szorongatott.
Az első változat szerint Deckard ezután Rachellel együtt elhagyja a várost. Rachel, bár replikáns, egy új, kísérleti modell, emberi hosszúságú élettartammal.
A rendezői változat befejezése nem ilyen egyértelmű, a hazatérő Deckard egy Mr. Gaff által papírból hajtogatott egyszarvú figurát talál a lakásában, ez, valamint egy ebből adódó emlék arra utal, hogy Deckard, akárcsak Rachel, maga is egy mesterséges emlékekkel élő replikáns, szintén korlátozott és a végéhez közeledő élettartammal.

## Szereplők
| Szerep         | Színész            | Magyar hang        | Magyar hang        | Magyar hang        | Magyar hang        |
| Szerep         | Színész            | 1. szinkron (1988) | 2. szinkron (1993) | 3. szinkron (1994) | 4. szinkron (2010) |
| -------------- | ------------------ | ------------------ | ------------------ | ------------------ | ------------------ |
| Rick Deckard   | Harrison Ford      | Szersén Gyula      | Csernák János      | Mihályi Győző      | Csernák János      |
| Roy Batty      | Rutger Hauer       | Ujréti László      | Balázsi Gyula      | Felföldi László    | Fekete Ernő        |
| Rachael        | Sean Young         | Kiss Mari          | Csere Ágnes        | Tóth Enikő         | Nemes Takách Kata  |
| Gaff           | Edward James Olmos | Surányi Imre       | Varga Tamás        | Varga Tamás        | Makranczi Zalán    |
| Bryant         | M. Emmet Walsh     | Huszár László      | Csuja Imre         | Koroknay Géza      | Törköly Levente    |
| Pris           | Daryl Hannah       | Sáfár Anikó        | Jani Ildikó        | Kiss Erika         | Bánfalvi Eszter    |
| J.F. Sebastian | William Sanderson  | Felföldi László    | Papp János         | Barbinek Péter     | Dévai Balázs       |
| Leon Kowalski  | Brion James        | Kránitz Lajos      | Barbinek Péter     | Beregi Péter       | Kardos Róbert      |
| Eldon Tyrell   | Joe Turkel         | Szacsvay László    | Orosz István       | Gruber Hugó        | Forgács Péter      |
| Zhora          | Joanna Cassidy     | Farkas Zsuzsa      | ?                  | Kovács Nóra        | Kéri Kitty         |
| Hannibal Chew  | James Hong         | Szoó György        | ?                  | ?                  | Cs. Németh Lajos   |
| Holden         | Morgan Paull       | Gáti Oszkár        | Hankó Attila       | Kautzky Armand     | Makranczi Zalán    |
| Taffey Lewis   | Hy Pyke            | Juhász Jácint      | Kardos Gábor       | Kárpáti Tibor      | Várkonyi András    |

További szereplők magyar hangja:

1. szereposztásban: Perlaki István

2. szereposztásban: Kassai Ilona, Wohlmuth István, Zágoni Zsolt

3. szereposztásban: Kassai Ilona

## Fogadtatás
A film kezdetben üzletileg sikertelen volt, de hamar kultuszfilmmé vált, amely bekerült a Kongresszusi Könyvtárba. Hollywood rajta keresztül fedezte fel magának Philip K. Dicket, akinek később számos más írását is megfilmesítették. A film nagy hatást gyakorolt a cyberpunk műfajra és az egész filmművészetre. Gazdag motívumkincse forrásként szolgált olyan filmekhez, melyek hasonló témát dolgoznak fel (például a Ne engedj el című filmben látott állatfigurák stb.).  Ridley Scott a legteljesebb és legszemélyesebb művének tartja.

## Fontosabb díjak, jelölések
- Oscar-díj (1983)
  - jelölés: legjobb látvány (Lawrence G. Paull, David L. Snyder, Linda DeScenna)
  - jelölés: legjobb vizuális effektusok (Douglas Trumbull, Richard Yuricich, David Dryer)
- BAFTA-díj (1983)
  - díj: legjobb operatőr (Jordan Cronenweth)
  - díj: legjobb jelmeztervezés (Charles Knode, Michael Kaplan)
  - jelölés: legjobb díszlet (Lawrence G. Paull )
  - jelölés: legjobb vágás (Terry Rawlings)
  - jelölés:legjobb smink (Marvin G. Westmore)
  - jelölés:legjobb filmzene (Vangelis)
  - jelölés:legjobb hang
  - jelölés:legjobb vizuális effektusok
- Golden Globe-díj (1983)
  - jelölés:legjobb eredeti filmzene (Vangelis)
- Hugo-díj (1983)
  - díj: Hugo-díj (legjobb drámai film)

## Rendezői változat
A mozikba kerülő változaton a forgalmazó számos vitatott változtatást hajtott végre, többek között teljesen megváltoztatta a film befejezését. 1990-ben vetíteni kezdték a film munkaváltozatát „rendezői változat” néven. Scott tiltakozása után ezt visszavonták, és lehetőséget adtak neki egy valódi rendezői változat elkészítésére. Az eredmény 1992-ben került a mozikba; bár sokkal népszerűbb volt az eredetinél, és az alkotók is elégedettek voltak vele, Scott szerint idő és pénz hiányában továbbra sem tudták a filmet kielégítően megcsinálni. A Warner Bros. 2006 januárjában bejelentette, hogy a film 25. évfordulójára 2007-ben kiadnak DVD-n egy „végső változatot”.

## Televíziós megjelenések
- 2. szinkron: TV-1
- 3. szinkron: TV3